# Avec ou sans joker
 (juin 2013).
Si vous disposez d'ouvrages ou d'articles de référence ou si vous connaissez des sites web de qualité traitant du thème abordé ici, merci de compléter l'article en donnant les références utiles à sa vérifiabilité et en les liant à la section « Notes et références ».
Avec ou Sans Joker est un jeu télévisé diffusé sur France 2 du 1er juillet 2013 au 13 septembre 2013 animé par Bruno Guillon et produit par Starling.

## Principe de l'émission
Trois candidats s'affrontent au cours de trois manches à l'issue desquelles il n'en reste plus qu'un qui peut remporter jusqu'à 10 000 euros. Au cours de chacune d'entre elles, des questions différentes sont posées tour à tour aux candidats. Pour y répondre, chaque participant peut s'aider d'un joker sans pour autant avoir la possibilité de choisir lequel d'entre eux utiliser. Chaque joker donne un indice sur la réponse à donner.
Si le candidat répond correctement à la question sans utiliser de joker, il remporte 4 points. En revanche, s'il se sert d'un joker et qu'il a la bonne réponse, il gagne 2 points. Enfin, s'il ne trouve pas la réponse attendue avec ou sans joker, il ne décroche aucun point.

### 1remanche
Au début de cette partie, 9 questions différentes, 3 par participant, leur sont posées tour à tour. À la fin de celle-ci, les deux candidats ayant récolté le plus de points se qualifient pour la manche suivante.

### 2emanche
Dans cette manche, le candidat ayant obtenu le plus de points durant la première partie a la possibilité de choisir le thème de questions qu'il préfère parmi deux propositions. En cas d'égalité à la 1re manche, les participants sont départagés par une question de rapidité mise en place par la Jockerette et qui permet, à celui qui la réussit, de sélectionner le thème. Le thème qui n'est pas choisi revient à l'autre candidat.
Chaque thème contient 4 questions posées à la suite. Le candidat peut bien entendu toujours s'aider de jokers dans cette série. La personne qui gagne le moins de points quitte le jeu tandis que l'autre participant accède à la finale.

### Finale
Le finaliste se voit proposer une série de 8 questions auxquelles il doit répondre en moins de 90 secondes. Pour lui porter assistance, un joker par question est disponible mais celui-ci lui fait perdre davantage de temps lorsqu'il l'utilise car le temps imparti continue de s'écouler lorsque l'indice se dévoile.

## Liste des jokers
Les jokers sont présents tout au long du jeu pour aider les candidats. Chacun d'entre eux dévoile un indice sous une forme particulière. Il existe 18 jokers différents :
- L'autre question : une autre question à la réponse identique à la question initiale est posée.
- La bouche : elle prononce la réponse sans émettre de son, il faut lire sur les lèvres.
- Le calcul mental : un calcul est présenté et, une fois résolu, donne un résultat qui correspond à la bonne réponse.
- Une chance sur... : plusieurs propositions (entre 2 et 6) sont affichées à l'écran, l'une d'elles est la bonne réponse.
- La chanson : le titre de la chanson diffusée est le même que la réponse attendue.
- Les clones : une femme apparaît, donne son indice puis est clonée deux fois, ce qui lui permet de révéler deux autres indices.
- Le clown : il mime la bonne réponse.
- Le cuisinier : il donne les ingrédients d'une recette ayant un rapport avec la bonne réponse.
- La fée : les première et dernière lettres de la réponse sont dévoilées.
- La gomme : la réponse apparaît à l'écran, en partie effacée.
- L'invité surprise : une personnalité apparaît et révèle un indice.
- La machine à lettres : les lettres de la réponse sont données dans le désordre.
- Le magicien : il fait apparaître des indices sur la réponse.
- Le mot-indice : un mot ayant un rapport avec la réponse attendue apparaît.
- Le parlez-vous ? : la réponse est donnée dans une langue étrangère.
- La photo : la réponse est illustrée par une photographie.
- Le sage : il donne des indices sur la réponse.
- La voyante : la voyante fournit quelques indices sur la réponse.

## Audiences
Pour sa première diffusion le 1er juillet 2013, l'émission a été regardée par 1,42 million de téléspectateurs soit 10,1 % de part de marché sur les 4 ans et plus. Ce score est légèrement inférieur à celui de Mot de passe diffusé au même horaire la semaine précédente (1.77 million de téléspectateurs et 10,9 % de part de marché). L'audience n'a cessé de baisser pour ensuite stagner à moins d'un million de téléspectateurs. Faute d'audience, le jeu s'est arrêté à la rentrée 2013, tout comme l'autre jeu, Le Cube lancée par la chaîne au début de l'été, qui avait des audiences insuffisantes.